# Šumické rybníky
Šumické rybníky este o arie protejată (arie specială de conservare — SAC, sit de importanță comunitară — SCI) din Republica Cehă întinsă pe o suprafață de 49,09 ha, integral pe uscat.

## Localizare
Centrul sitului Šumické rybníky este situat la coordonatele 48°58′53″N 16°28′23″E / 48.981389°N 16.473056°E.

## Înființare
Situl Šumické rybníky a fost declarat sit de importanță comunitară în aprilie 2005 pentru a proteja 1 specie de animale. Situl a fost protejat și ca arie specială de conservare în septembrie 2017.

## Biodiversitate
Situată în ecoregiunea panonică, aria protejată nu include niciun habitat protejat.
La baza desemnării sitului se află o specie protejată de  amfibieni: buhai de baltă cu burta roșie (Bombina bombina).